# Джиду Кришнамурти
Джиду Кришнамурти (на телугу: జిడ్డు కృష్ణమూర్తి) е индийски философ и общественик.

## Биография
Роден е на 12 май 1895 година в Маданапале, Южна Индия, в бедно семейство на брамин. Като дете среща известния окултист и теософ Чарлс Ледбитър в земите на Теософското дружество в Адяр, Ченай, Индия. Ледбитър заявява, че ясновидски усеща „най-силната аура, която е виждал, без частица егоизъм“, вследствие на което попечителството му е поето от Ани Безант. Двамата окултисти, ръководили Теософското общество по онова време, обявяват Кришнамурти за носител на духа на Световен учител, за който се говори в трудовете на Елена Блаватска, и основават организация (Орден на Звездата), която да разпространява тази идея.
В годините от 1922 до 1929 Кришнамурти променя вижданията си. Теософската реторика започва силно да отстъпва в речите му, като накрая съвсем изчезва. На летен лагер на „Ордена на Звездата“ на 2 август 1929 г. в Оммен, Нидерландия, Кришнамурти разпуска ордена. Заявява: „В момента, в който последвате някого, Вие преставате да следвате истината“ и още: „Вие си въобразявате, че само определени хора държат ключа към Царството на щастието. Никой не го държи. Никой няма авторитета да държи този ключ. Този ключ е във вашето собствено себе. И в развитието, в пречистването, в неизкривяването на това себе е Царството на Вечността“.
След това негово действие известни теософи се обръщат срещу него, включително Ледбитър, който заявява: „Видението е било погрешно“. Впоследствие Кришнамурти се разграничава от всички дейности и вярвания на Теософското общество. Прекарва остатъка от живота си, говорейки за природата на вярата, истината, скръбта, съдбата, свободата, смъртта и стремежа към духовно изпълнен живот. Не приема нито последователи, нито поклонници, вярвайки, че връзката гуру-адепт окуражава зависимостта и експлоатацията.
В по-късната част от живота си той пътува главно между школите, основани от него в Индия, Великобритания и САЩ – школи, които дават знание за пълното разбиране на човека и изкуството на житието. През 1984 г. Кришнамурти е удостоен от ООН с Медала за мир.
Умира на 17 февруари 1986 година в дома си в Охай, Калифорния, САЩ, на 90-годишна възраст.

## Кришнамурти на български
- „Медитация и осъзнаване“
- „Първата и последната свобода“
- „Mислете за тези неща“
- „Oбразованието и смисълът на живота“
- „Свобода от познатото“
- „Книга на живота. Всекидневни медитации с Кришнамурти“
- „Какво правиш с твоя живот?“
- „Да сложим край на времето“
- „Tринайсет диалога между Дж. Кришнамурти и Дейвид Бом“
- „Любов, секс, целомъдрие. Огледало на взаимоотношенията“